# Sleeping Sun
"Sleeping Sun" je pjesma finskog simfonijskog metal Nightwish i ujedno singl s albuma Angels Fall First. Nova verzija je snimljena 2005. na njihovu kompilacijskom albumu Highest Hopes, a singl je izašao dva dana prije otpuštanja tadašnje pjevačice Tarje Turunen. Snimljen je i glazbeni video.